# Tuscie

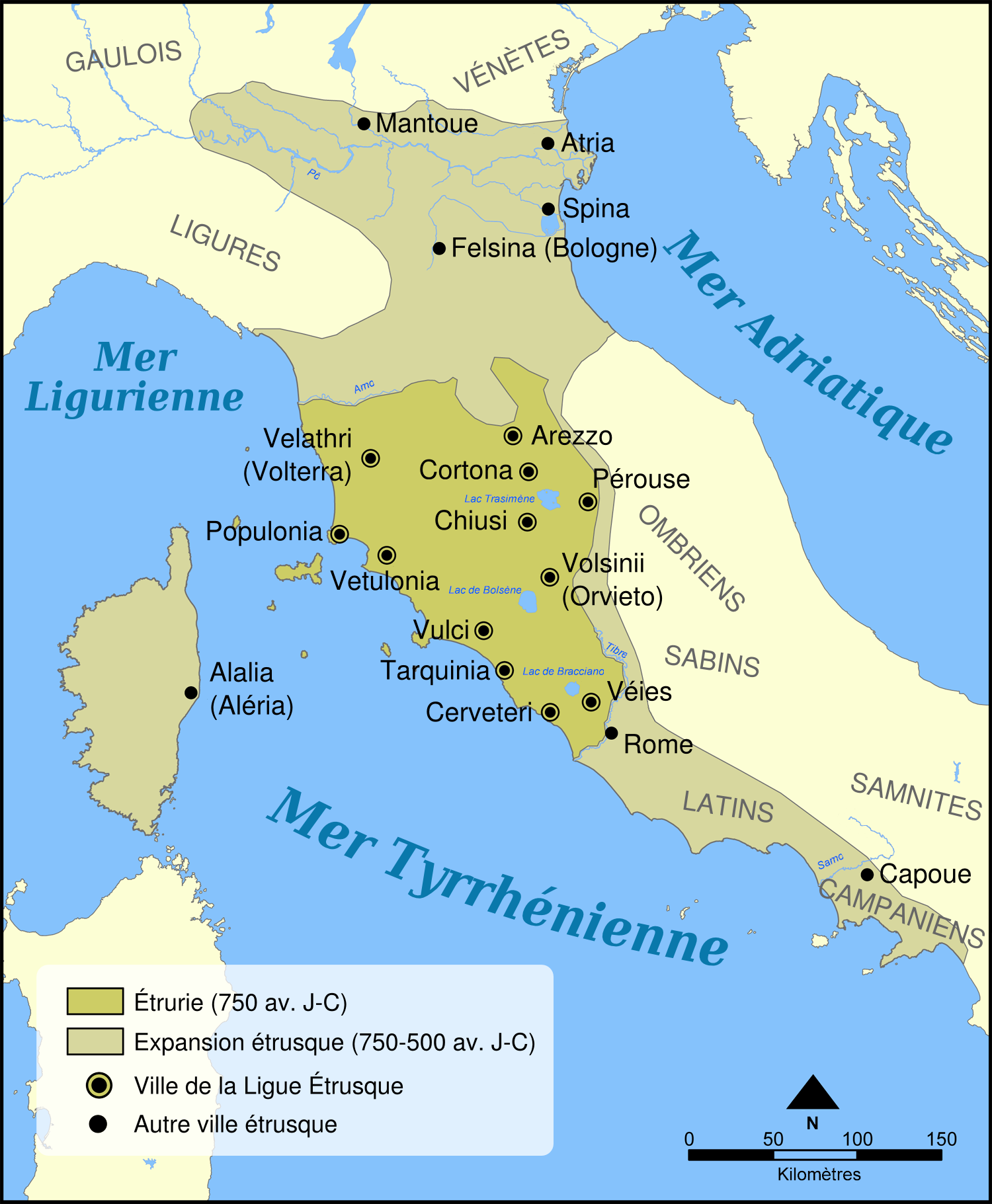
Localisation de la Tuscie

La Tuscie (en latin Tuscia) est une région historique de l'Italie, correspondant à l'ancien domaine étrusque. Cette dénomination est apparue durant l'Antiquité tardive et a perduré durant tout le haut Moyen Âge.

## Étymologie
Le latin classique distingue l'ethnonyme Tusci (les Étrusques) du toponyme Etruria (l'Étrurie), mais si l'ethnonyme Etrusci apparaît relativement tôt, le toponyme Tuscia n'est attesté qu'à une date tardive.

## Histoire
À la suite des réformes territoriales de Dioclétien et de Constantin, l'ancienne Étrurie devint, sous le nom de Tuscie, une province du diocèse d'Italie, et plus tard de celui de Rome. Sous la domination lombarde, elle forma plusieurs duchés, dont le plus important fut celui de Spolète. 
Après Charlemagne, la Tuscie devint un margraviat ou marquisat indépendant, qui subsista de 828 à 1115. Au Xe siècle, les marquis de Tuscie jouissaient d'une grande influence à Rome et avaient une part essentielle à la nomination des papes. La comtesse Mathilde, dernière de cette lignée, légua une grande partie de ses domaines au Saint-Siège, si bien que les papes finirent par posséder la Tuscie méridionale. Le reste prit peu à peu le nom de Toscane. 
On a distingué :
- la Tuscie romaine, correspondant au Latium septentrional avec l'ancienne province pontificale du Patrimoine de Saint Pierre ;
- la Tuscie ducale, incluant les territoires du Latium appartenant au duché de Spolète ;
- la Tuscie lombarde (Tuscia Langobardorum) ou duché de Tuscie (it), fondé par Gummarith en 576, qui correspond à la Toscane.